# Блидё

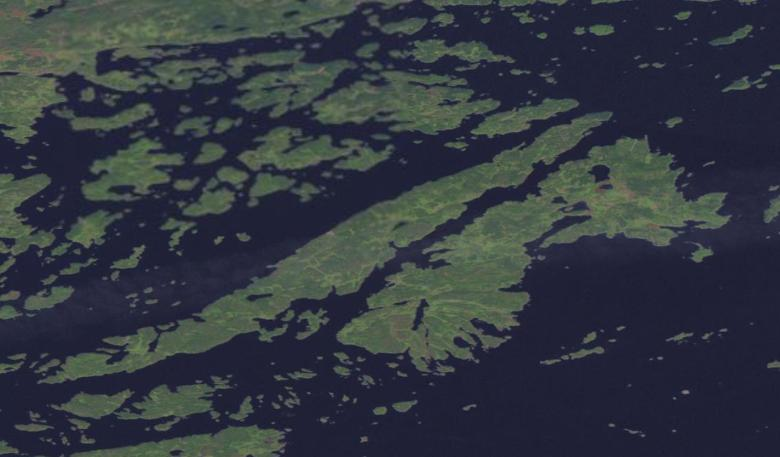
Блидё

Бли́дё (швед. Blidö) — остров в Стокгольмском архипелаге и часть коммуны Норртелье.
Блидё имеет автобусное и паромное сообщение между Норртелье и близлежащим Ваксхольмом. От острова нет мостов, и водным путём он сообщается лишь паромами с материковым Фурусундом и с Кёпманхольмом на острове Икслан, а также между Ларсвиком (остров Икслан) и Норрсундом (Блидё).
Журналист и писатель Туре Нерман владел здесь летним домом с 1919 по 1969 год. Писательница Туве Янссон провела здесь детство у бабушки.